# Freyellaster scalaris
Freyellaster scalaris is een zeester met veertien of vijftien armen uit de familie Freyellidae.
De wetenschappelijke naam van de soort werd, als Freyella scalaris, in 1916 gepubliceerd door Austin Hobart Clark.